# Alice Marble
Alice Marble (ur. 28 września 1913 w Hrabstwie Plumas, zm. 13 grudnia 1990 w Palm Springs) – amerykańska tenisistka, zwyciężczyni Wimbledonu i mistrzostw USA w grze pojedynczej, podwójnej i mieszanej.
Marble, wysoka, praworęczna zawodniczka, cieszyła się opinią pierwszej kobiety grającej "męski tenis". Dysponowała silnym serwisem, grała zdecydowane woleje i smecze, potrafiła także prowadzić ofensywną grę z głębi kortu. Dominowała w tenisie kobiecym pod koniec lat 30., w 1939 i 1940 nie przegrywając żadnego pojedynku. Wygrała łącznie pięć imprez wielkoszlemowych w grze pojedynczej oraz trzynaście w grze podwójnej i mieszanej, startując jedynie na Wimbledonie i w mistrzostwach USA. Prawdopodobnie odniosłaby więcej sukcesów, ale zmagała się z problemami zdrowotnymi (zdiagnozowano m.in. anemię i błędnie gruźlicę), kilkakrotnie zdarzały się jej zasłabnięcia. W 1933 doznała udaru słonecznego, kiedy w upale w ciągu jednego dnia musiała rozegrać cztery mecze (półfinały i finały w singlu i deblu) na turnieju w Easthampton (Nowy Jork). Szansę na więcej zwycięstw turniejowych odebrała Marble ponadto II wojna światowa.

## Życiorys
Treningi tenisowe rozpoczęła w wieku 13 lat, namówiona przez starszego brata Dona. Duży wpływ na jej karierę – zarówno pod kątem stylu gry, jak i w dziedzinie psychiki w czasie problemów zdrowotnych – wywarła trenerka Eleanor Tennant. W 1933 Marble doszła do ćwierćfinału mistrzostw USA i po raz pierwszy znalazła się w czołowej dziesiątce rankingu światowego, ale wówczas przydarzył się jej kryzys zdrowotny w Easthampton. Kolejne zasłabnięcie w 1934 w Paryżu groziło nawet wczesnym zakończeniem kariery sportowej, ale ostatecznie wykluczyło ją ze startów tylko na dwa lata. W 1936 triumfalnie powróciła do tenisa, wygrywając mistrzostwa USA po finałowym zwycięstwie nad obrończynią tytułu Helen Jacobs. Wynik ten dał jej pozycję liderki w rankingu amerykańskim, którą utrzymała aż do 1940, mimo porażki w mistrzostwach USA w 1937 już w ćwierćfinale. Również w 1937 doszła do półfinału Wimbledonu, gdzie uległa 6:8, 2:6 Polce Jadwidze Jędrzejowskiej.
W 1938 wygrała po raz drugi w karierze mistrzostwa USA w grze pojedynczej (w finale z Nancye Wynne w niewiele ponad 20 minut) i dołożyła także triumfy w deblu (z Sarah Palfrey) i mikście (z Donem Budge’em). Potrójną koronę mistrzostw USA zdobyła również w dwóch kolejnych latach – w singlu pokonując w finałach Helen Jacobs, w deblu występując z Sarah Palfrey, a w mikście z Harrym Hopmanem (1939) i Bobbym Riggsem (1940). W 1939 okazała się najlepsza we wszystkich konkurencjach na Wimbledonie, szczególnie dominując w singlu, gdzie w półfinale nie oddała gema znanej Niemce Hilde Krahwinkel, a w finale pokonała Kay Stammers 6:2, 6:0. Na tle tych wyników nienajgorzej wypadła Jędrzejowska, która uległa Marble w ćwierćfinale w stosunku 1:6, 4:6. Pozostałe konkurencje Wimbledonu 1939 Amerykanka wygrała wspólnie z Sarah Palfrey i Bobbym Riggsem. Wyniki te dały jej pozycję liderki kobiecego tenisa na świecie.
W 1941 Marble podpisała kontrakt zawodowy opiewający na 75 tysięcy dolarów (chociaż jak twierdziła, dostała także ofertę 100 tysięcy dolarów za pozostanie w gronie amatorów, złożoną przez jednego z bogatych miłośników jej tenisowego talentu Williama duPonta). W serii spotkań (tourze), rozgrywanych równolegle z pojedynkami Dona Budge'a i Williama Tildena, pokonała Mary Hardwick 72 razy przy 3 porażkach. Uczestniczyła także w meczach pokazowych dla żołnierzy. W czasie wojny zawarła związek małżeński z pilotem Joe Crowleyem, który zginął w czasie akcji w Niemczech. Tuż przed śmiercią męża poroniła. Dramatyczne przeżycia sprawiły, że podjęła nieudaną próbę samobójczą. Po powrocie do zdrowia odbyła na zlecenie wywiadu amerykańskiego misję w Szwajcarii, w czasie której została postrzelona. Szczegóły tej misji ujawniła dopiero w wydanych pośmiertnie wspomnieniach Courting Danger (1991).
Jeszcze przed podpisaniem umowy zawodowej broniła barw USA w Pucharze Wightman. Występowała w tych rozgrywkach w 1933 i ponownie w latach 1937-1939, wygrywając 8 spotkań i przegrywając 2. We wszystkich edycjach Pucharu Wightman, w których uczestniczyła Alice Marble, Amerykanki okazywały się lepsze od Brytyjek.
Wiele miejsca swojej rywalce poświęciła we wspomnieniach Urodziłam się na korcie Jadwiga Jędrzejowska. Po raz pierwszy Polka i Amerykanka spotkały się na korcie w 1937 w finale turnieju w Webridge na kortach trawiastych i mecz ten zakończył się zwycięstwem Jędrzejowskiej 3:6, 6:4, 6:3. Polka wspominała przeciwniczkę jako "wysoką, zgrabną dziewczynę o muskularnych rękach. Miała na głowie białą czapeczkę, której daszek niemal zakrywał oczy". W grze Marble Jędrzejowska podkreślała głównie siłę serwisu – "Czyni ona wielki zamach ręką i uderza piłkę, która pędzi ku mnie z niesłychaną szybkością i mocą. >>Bomba<< musnęła kort, nawet nie zdążyłam nadstawić rakiety". W dalszej części wspomnień Jędrzejowskiej pojawia się jeszcze kilka pojedynków z Marble. Najszerzej opisany został półfinał wimbledoński z 1937, szczególnie zacięty pierwszy set (8:6 dla Polki).
W 1964 Alice Marble została wpisana do Międzynarodowej Tenisowej Galerii Sławy.
Osiągnięcia w turniejach wieloszlemowych:
- Wimbledon
  - gra pojedyncza – wygrana 1939
  - gra podwójna – wygrane 1938, 1939 (oba z Sarah Palfrey)
  - gra mieszana – wygrane 1937, 1938 (oba z Donem Budge’em), 1939 (z Bobbym Riggsem)
- mistrzostwa USA
  - gra pojedyncza – wygrane 1936, 1938, 1939, 1940
  - gra podwójna – wygrane 1937, 1938, 1939, 1940 (wszystkie z Sarah Palfrey), finał 1932 (z Marjorie Morrill Painter)
  - gra mieszana – wygrane 1936 (z Gene’em Mako), 1938 (z Donem Budge’em), 1939 (z Harrym Hopmanem), 1940 (z Bobbym Riggsem)

Finały singlowe w turniejach wielkoszlemowych:
- mistrzostwa USA 1936 – 4:6, 6:3, 6:2 z Helen Jacobs
- mistrzostwa USA 1938 – 6:0, 6:3 z Nancye Wynne
- Wimbledon 1939 – 6:2, 6:0 z Kay Stammers
- mistrzostwa USA 1939 – 6:0, 8:10, 6:4 z Helen Jacobs
- mistrzostwa USA 1940 – 6:2, 6:3 z Helen Jacobs